# Mini Paceman
La Mini Paceman est une automobile de type SUV coupé produite par le constructeur germano-britannique Mini. Il s'agit du deuxième SUV de la gamme Mini après le Countryman.

## La genèse (2011)
Dévoilée au salon de Détroit (NAIAS) dans le Michigan en janvier 2011, le Mini Paceman Concept est voulue comme étant le premier Sport Activity Coupe de la marque, désireux de créer une nouvelle niche dans le segment des compacts Premium  .

## La version de série

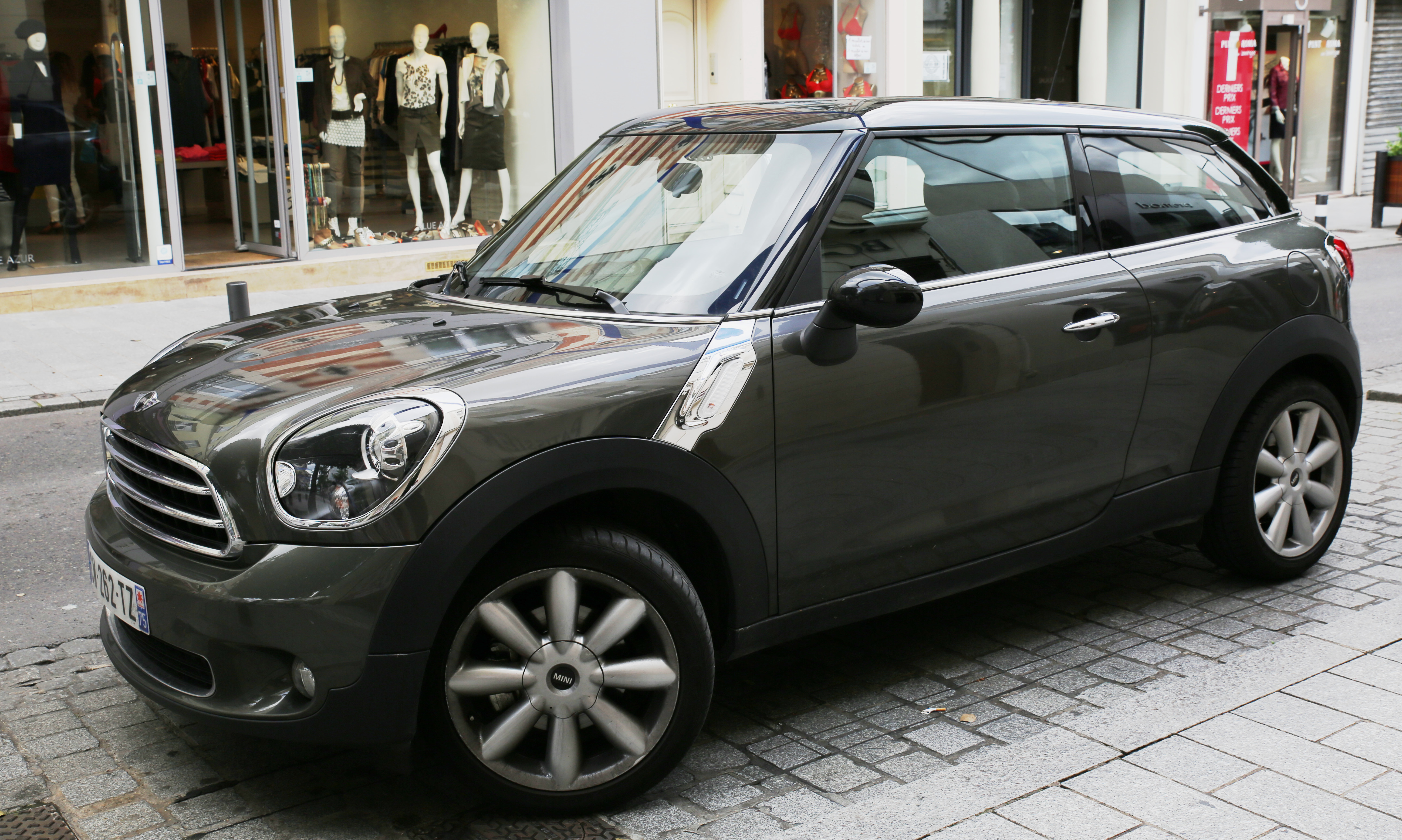
La Paceman de 3/4 avant

Mesurant 4,12 m, ce deuxième SUV Mini est une version coupé 3 portes sans montants du Mini Countryman, avec une partie arrière façon casque rappelant la Mini coupé. L'aménagement intérieur est très similaire à celui de son grand frère. 
Il peut recevoir quatre motorisations :
- 2 moteurs essence (Cooper 1.6 122 ch et Cooper S 1.6 turbo 184 ch) et 2 moteurs diesel (Cooper D 1.6 112 ch et Cooper SD 2.0 143 ch).

Le Paceman bénéficie de la transmission intégrale ALL4. Le volume du coffre du Paceman est de 330 litres, soit 20 litres de moins que celui du Mini Countryman.
Le constructeur a annoncé que la commercialisation du Paceman commencera au début de l'année 2013.
La désignation interne R61 constitue un signe avant-coureur. De plus, des magazines spécialisés tels que Carscoop ont récemment fait fuiter ce qui serait le dessin officiel de la version définitive. D'autres sources indiqueraient la présence de deux clubdoor, ces portes antagonistes permettant un meilleur accès à l'arrière.
Klaus Draeger, responsable du développement de BMW, a confirmé que le Paceman sera fabriqué à Graz en Autriche chez Magna Steyr fin 2012 aux côtés du Countryman car il a beaucoup d'éléments en commun avec le Countryman.

## Les hors-série
- Paceman Roberto Cavalli (2013, exemplaire unique) créé pour le Life Ball 2013